# Umrzeć jak James Dean (The Best Of)
Umrzeć jak James Dean (The Best Of) – album zespołu Partia z cyklu The Best Of wydany w 2010 roku nakładem wydawnictwa Jimmy Jazz Records. Autorem wszystkich tekstów jest Lesław.

## Lista utworów
1. "Warszawa i ja"
2. "Pociąg do nikąd"
3. "Tydzień i jeden dzień"
4. "Piękny chuligan"
5. "Kieszonkowiec Darek"
6. "Prawdziwy partner"
7. "Chciałbym umrzeć jak James Dean"
8. "Adam West"
9. "30 dni i 30 nocy"
10. "Oskar Hell"
11. "Światła miasta"
12. "Skinhead Girl"
13. "Nieprzytomna z bólu"
14. "Powietrze"
15. "Dziewczyny kontra chłopcy (bonus na CD)"
16. "Żoliborz – Mokotów (bonus na CD)"

## Twórcy
- Lesław – śpiew, gitara, muzyka i słowa
- Waldek – gitara basowa, kontrabas i głos
- Szewko - gitara basowa
- Arkus – perkusja, saksofon i głos